# Salomón y la reina de Saba
Salomón y la reina de Saba (Solomon and Sheba) es una película estadounidense de 1959 dirigida por King Vidor, con Yul Brynner y Gina Lollobrigida como actores principales.

## Argumento

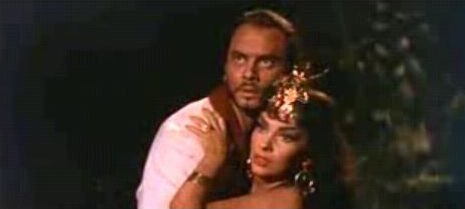
Yul Brynner y Gina Lollobrigida en un fotograma de la película Salomón y la reina de Saba (1959).

El sucesor del rey David es su hijo Salomón (Yul Brynner), en contra del parecer de su hermano Adonías. Además, el faraón tampoco está de acuerdo con que sea Salomón el nuevo rey, por lo que envía a la reina de Saba (Gina Lollobrigida) a seducir al rey para que, perdiendo así el favor de Yahveh, pueda ser vencido.

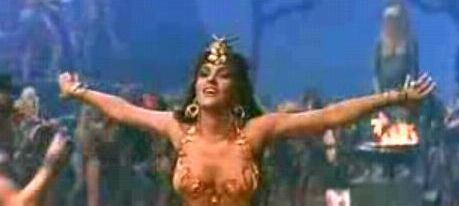
Gina Lollobrigida en un fotograma del tráiler de la película.

## Reparto
- Yul Brynner como Rey Salomón
- Gina Lollobrigida como Reina de Saba
- George Sanders como Adonías
- Marisa Pavan como Abisag
- David Farrar como Faraón Siamón
- Harry Andrews como Baltor
- John Crawford como Joab
- Laurence Naismith como Hezrai
- Finlay Currie como Rey David

## Producción
El actor que fue elegido para interpretar el papel de Salomón fue Tyrone Power. Sin embargo este murió repentinamente de un infarto de miocardio durante una prueba para la escena de la lucha entre Salomón y su hermano Adonías interpretado por George Sanders que se hicieron en el monasterio de El Escorial. Por ello su papel fue interpretado, entonces, por Yul Brynner, lo que llevó a que se repitiesen también las escenas realizadas hasta ese momento. Con todo, se aprovecharon algunos planos donde el personaje de Salomón, interpretado por Power, aparecía a lo lejos.
La película fue rodada en España, y el director de producción fue Eduardo García Maroto. A pesar de que la defunción de Tyrone Power generó un sobrecoste importante, por el tiempo de paralización del rodaje, el proyecto estaba cubierto por un seguro de la firma Lloyd's of London y pudo proseguir. Se cuenta  que la firma aseguradora pagó 100 000 dólares por cada semana de paralización. Irónicamente, en 1936 Tyrone Power había protagonizado un filme sobre dicha compañía: Lloyd's of London.

## Recepción
El filme resultante recibió críticas dispares, pero fue un rotundo éxito de taquilla. Recaudó 12,2 millones de dólares de la época habiendo costado 5.